# A. Schaaffhausen'scher Bankverein
La A. Schaaffhausen'scher Bankverein était une banque basée à Cologne, qui fut la première société par actions légalement reconnue comme une banque en Allemagne.

## Historique
La A. Schaaffhausen'scher Bankverein est fondée à Cologne en 1791 par Abraham Schaaffhausen (de), qui s'occupait aussi de transactions bancaires en plus de ses affaires commerciales et immobilières. Grâce à sa banque, il était l'une des premières et des plus importantes sources de financement pour l'industrie lourde de Rhénanie-Westphalie en plein développement. Cette banque privée a été parmi l'une des premières institutions qui ont financé la création des sociétés minières de la Ruhr. Le véritable noyau de la société fut, à partir de 1807, le secteur de l'immobilier, qui devait déclencher plus tard la crise de l'association bancaire. Quand Abraham Schaaffhausen apprit en 1815 que le Congrès de Vienne avait attribué la Rhénanie à la Prusse, il se serait exclamé avec horreur : « Jesses Maria, do hierode mer äver en ärm Familich! » (« Jésus, Marie, voilà que nous nous marions avec une famille pauvre ! »).
Mise en faillite pendant la crise financière de 1847-1848, elle se reconstitue en avril 1848 sous forme de société par actions. Elle disparaît en 1929 par fusion avec la Deutsche Bank.